# Nézsai-víznyelőbarlang
A Nézsai-víznyelőbarlang Magyarország fokozottan védett barlangjai közül az egyik. A Cserhát hegység három fokozottan védett barlangja közül az egyik. A Cserhát hegység második leghosszabb és harmadik legmélyebb barlangja.

## Leírás
A Mészégető-hegyen található, kútgyűrűkkel megerősített és lezárt bejárata. A töbör, amelyben nyílik kb. 10 m átmérőjű és 3 m mélységű. A töbörhöz patakmeder vezet. A barlang alsó része keveredési korrózió miatt jött létre, felső része pedig csak a meleg vizek hatására. Később, víznyelővé alakulásakor a hideg vizek vették át a barlangalakító szerepet. Bejárásához a Bükki Nemzeti Park Igazgatóság engedélye szükséges.
A Cserhát hegység fokozottan védett barlangjainak nevei N betűvel kezdődnek, a Naszályi-víznyelőbarlangé, a Nézsai-víznyelőbarlangé és a Nincskegyelem-aknabarlangé. A hegység legrégebben ismert és leghíresebb barlangjának, a Násznép-barlangnak neve is N betűvel kezdődik.
2005-ben volt először Nézsai-víznyelőbarlangnak nevezve a barlang az irodalmában. A barlangot nevezték még írott dokumentációiban Nézsai-víznyelőnek (Szabó R. Zoltán 2007-ben elkészült térképe) és Nézsa-víznyelőbarlangnak (Egri, Nyerges 2003) is.

## Kutatástörténet
A víznyelő első leírása nyomtatásban 1957-ben történt. A megfigyelés időpontjában, 1957. november 4-én a körülbelül 40 liter percenkénti vízhozamú patakot gondtalanul elnyelte. A víznyelő vízgyűjtő-területét 2,75 km²-re becsülték, amely többnyire vízzáró oligocén agyagfelületből állt. Évente kb. félmillió m³ vizet vezetett le. 1989-ben az Acheron Barlangkutató Szakosztály tagja, Nyerges Miklós azt írta róla, hogy felkeresték és feltáró kutatásra alkalmatlannak találták akkori állapotában, mert eléggé fel volt töltődve. Ez vagy a patak elterelése, vagy a nyelőtölcsér mesterséges eltömése miatt következett be. A nyelőtölcsér átmérője akkor 2–2,5 m, mélysége pedig 0,5–1 m volt. 1998-tól a Naszály Barlangkutató Csoport tagjai végeztek feltáró munkát a víznyelőben és 10 m mélységben barlangjáratra találtak.
A 2003-ban kiadott, Magyarország fokozottan védett barlangjai című könyvben található, Egri Csaba és Nyerges Attila által készített hosszúsági lista szerint a Cserhát hegységben lévő és 5222 kataszteri számú, 2002-ben 200 m hosszú Nézsa-víznyelőbarlang Magyarország 98. leghosszabb barlangja 2002-ben. A könyvben található, Egri Csaba és Nyerges Attila által készített mélységi lista szerint a Cserhát hegységben lévő és 5222 kataszteri számú, 2002-ben 60 m mély Nézsai-víznyelőbarlang Magyarország 61. legmélyebb barlangja 2002-ben. 2005. szeptember 1-től a környezetvédelmi és vízügyi miniszter 22/2005. (VIII. 31.) KvVM rendelete szerint a Bükki Nemzeti Park Igazgatóság működési területén, a Cserhát hegységben található Nézsai-víznyelőbarlang a felügyelőség engedélyével látogatható. 2005. szeptember 1-től a környezetvédelmi és vízügyi miniszter 23/2005. (VIII. 31.) KvVM rendelete szerint a Cserhát hegységben lévő Nézsai-víznyelőbarlang fokozottan védett barlang.
A 2006. évi MKBT Tájékoztatóban közölve lett, hogy a Cserhát hegységben elhelyezkedő Nézsai-víznyelőbarlang fokozottan védett barlang lett. Barlangtérképének elkészítéséhez a Szegedi Karszt- és Barlangkutató Egyesület és a Pizolit Barlangkutató Sportegyesület mérte fel a barlangot 2006-ban. A bonyolult alaprajzú barlang barlangtérképét a felmérés alapján Szabó R. Zoltán szerkesztette és rajzolta 2006-tól 2007-ig. 2007-ben készült alaprajzi barlangtérkép, az áttekinthetőség miatt részletes bontású barlangtérkép a fontosabb járatok külön barlangtérképeivel és keresztmetszetekkel, hosszmetszet barlangtérkép és vetített kiforgatott hosszmetszet barlangtérkép.
2007. március 8-tól a környezetvédelmi és vízügyi miniszter 3/2007. (I. 22.) KvVM rendelete szerint a Bükki Nemzeti Park Igazgatóság működési területén lévő Cserhát hegységben elhelyezkedő Nézsai-víznyelőbarlang az igazgatóság engedélyével tekinthető meg. 2013. július 19-től a vidékfejlesztési miniszter 58/2013. (VII. 11.) VM rendelete szerint a Nézsai-víznyelőbarlang (Cserhát hegység, Bükki Nemzeti Park Igazgatóság működési területe) az igazgatóság hozzájárulásával látogatható. 2015. november 3-tól a földművelésügyi miniszter 66/2015. (X. 26.) FM rendelete szerint a Nézsai-víznyelőbarlang (Cserhát hegység) fokozottan védett barlang. 2021. május 10-től az agrárminiszter 17/2021. (IV. 9.) AM rendelete szerint a Nézsai-víznyelőbarlang (Cserhát hegység, Bükki Nemzeti Park Igazgatóság működési területe) az igazgatóság engedélyével látogatható. A 13/1998. (V. 6.) KTM rendelet egyidejűleg hatályát veszti.